# Mukim
Un mukim es un tipo de división administrativa utilizada en Brunéi, Indonesia, Malasia y Singapur. Por lo general, un mukim es una subdivisión de un distrito —también conocidos como daira—, este a su vez puede subdividirse en un kampong —equivalente a una aldea—.

## Etimología
La palabra mukim viene de la palabra árabe «مقيم» que significa residente. La palabra fue prestada al malayo, con el cual se pasó de «muqim» a «mukim», y se le otorgó el significado de división territorial.

## Usos

### Brunéi
En Brunéi, un mukim es la subdivisión de un distrito, el país cuenta con 38 mukims. Cada mukim es un área administrativa formada por varios kampong y están encabezados por un penghulu —equivalente a un alcalde—.

### Indonesia
En Indonesia, el término mukim solo es utilizado en la provincia de Aceh como una subdivisión de un kecamatan.

### Malasia
En Malasia, un mukim es una subdivisión de un daira, el país cuenta con 223 mukims. El territorio federal de Putrajaya usa el término precinto para clasificarlos.